# Niranjan Sual Singh
Niranjan Sual Singh (Kottama, 20 de julho de 1961) é um clérigo indiano e bispo de Sambalpur.
Niranjan Sual Singh foi ordenado sacerdote para a Arquidiocese de Cuttack-Bhubaneswar em 29 de abril de 1991.
O Papa Francisco o nomeou Bispo de Sambalpur em 17 de julho de 2013. O Núncio Apostólico na Índia, Salvatore Pennacchio, o consagrou bispo em 28 de setembro do mesmo ano. Co-consagradores foram o Arcebispo de Ranchi, cardeal Telesphore Placidus Toppo, e o ex-bispo de Sambalpur, Lucas Kerketta.